# 马克斯·魏因霍尔德
马克斯·魏因霍尔德（德語：Max Weinhold，1982年4月30日—），德国男子曲棍球运动员。他曾代表德国参加2008年和2012年夏季奥林匹克运动会曲棍球比赛，获得二枚金牌。